# Права ЛГБТ в Айове
Права лесбиянок, геев, бисексуалов и трансгендерных людей (ЛГБТ) в американском штате Айова значительно изменились в 21 веке. Айова начала выдавать лицензии на брак однополым парам 27 апреля 2009 года после постановления Верховного суда Айовы, что сделало Айову четвертым штатом США, легализовавшим однополые браки. Однополые пары также могут усыновлять детей, а законы штата запрещают дискриминацию по признаку сексуальной ориентации или гендерной идентичности при приеме на работу, в сфере жилья и посещении общественных мест.

## История и законность однополой сексуальной активности
До европейского поселения в Айове в начале 19 века эту территорию населяли несколько коренных народов. К ним относятся народы Дакота и Омаха. Восприятие пола и сексуальности среди этих групп людей значительно отличалось от представлений в западном мире. Дакота признает людей, известных как винкта, которые при рождении были мужчинами, но которые действуют и ведут себя как женщины. Точно так же в народе Омаха таких людей называют миксуга.
Когда территория Айова была основана в 1838 году, она приняла все свои законы от территории Висконсин. Это включало закон о борьбе с содомией, предусматривающий наказание в виде лишения свободы сроком до трех лет. В 1843 году, незадолго до образования штата, территориальный законодательный орган штата Айова принял первый уголовный кодекс штата Айова. В нем ничего не говорится о содомии, что делает ее законной в Айове. В 1860 году Верховный суд Айовы в деле Эстес против Картера отметил отсутствие такого закона. Государство не предприняло никаких усилий, чтобы отменить это решение или принять закон о содомии.
В 1892 году был принят закон, предусматривающий тюремное заключение на срок от одного до десяти лет за содомию, гетеросексуальную или гомосексуальную. Закон также предусматривает наказание за половую активность по согласию. Первый уголовный приговор был вынесен в 1900 году по делу Стэйт против Тодда. Оральный секс, гетеросексуальный или гомосексуальный, был признан преступным в 1902 году. В последующие годы суды уличили нескольких людей в содомии. В 1911 году штат принял закон о стерилизации, по которому «нравственные или сексуальные извращенцы» могли быть стерилизованы; любой дважды осужденный будет немедленно стерилизован. В 1914 году окружной суд США по восточному округу Айова отменил этот закон как неконституционный. Штат подал апелляцию, и в 1917 году по делу Дэвис против Берри и др. Верховный суд США оставил в силе решение суда низшей инстанции. По закону было стерилизовано 49 человек. Однако в 1929 году в штате был принят новый закон о стерилизации. Этот закон, отличавшийся от предыдущего, поскольку он гарантировал ответчикам некоторые процессуальные права, не отменялся до 1977 года. К 1948 году 891 житель Айовы был стерилизован в соответствии с законом. В 1955 году штат принял закон о психопатических преступниках, согласно которому любое лицо, «имеющее криминальную склонность к совершению сексуальных преступлений», считалось «психопатом» и отправлялось в психиатрические больницы. В том же году убийство мальчика в Су-Сити привело к массовому задержанию нескольких геев, отправленных в психические больницы, несмотря на то, что ни один из них не был признан виновным в этом преступлении.
В 1976 году Верховный суд штата Айова постановил, что гетеросексуальная содомия не может преследоваться в судебном порядке. «Нет убедительного государственного интереса к манере сексуальных отношений, совершаемых наедине между совершеннолетними лицами противоположного пола, не состоящими друг с другом в браке», - написал суд. В своем постановлении он не касался однополой сексуальной активности.
Закон штата, криминализирующий однополые сексуальные отношения, был отменен в 1978 году. После постановления Верховного суда 1976 года, который постановил, что гетеросексуальные отношения не могут преследоваться по закону в соответствии с законом штата о содомии, Генеральная ассамблея Айовы приняла всеобъемлющий уголовный кодекс, в котором не упоминалось о содомии. Возраст сексуального согласия составляет 16 лет, независимо от пола и сексуальной ориентации.

## Признание однополых отношений
В 1976 году Трейси Ли Бьоргам и Кеннет Банч из Солона, штат Айова, подали один из первых исков в стране, добиваясь права однополых пар на вступление в брак. Ли Бьоргам был 20-летним студентом Университета Айовы. Банч был смотрителем в больницах Университета Айовы, а также представителем Фронта освобождения геев. Заявив, что они хотят «права на существование», мужчины явились в окружной суд округа Джонсон и запросили разрешение на брак. Это заявление было отклонено. Спустя несколько месяцев они сделали то же самое в округе Полк, им снова было отказано, и Американский союз защиты гражданских свобод штата Айова подал от их имени иск, но иск был безуспешным.
Айова предоставляет льготы однополым партнерам государственных служащих с 2003 года.
Айова разрешила признание в штате однополых браков, заключенных в штате и за его пределами, с 3 апреля 2009 года после того, как Верховный суд Айовы единогласно поддержал решение окружного суда округа Полк по делу Варнум против Брайена, которое фактически вынудило штат отменить любую явную дискриминацию в отношении однополых пар, желающих, чтобы их браки были признаны и разрешены в соответствии с законодательством штата. Разрешение на брак в штате Айова впервые было выдано однополым парам 27 апреля 2009 года.
В ответ на это решение несколько попыток внести поправки в конституцию штата, либо путем представления избирательных бюллетеней перед избирателями, либо созыва конституционного собрания штата, чтобы запретить однополые браки, потерпели неудачу.
Трое судей Верховного суда Айовы, участвовавшие в решении по делу Варнум против Брайена, были отстранены от должности в результате повторных выборов в ноябре 2010 года после кампании групп, выступавших против однополых браков. Однако в ноябре 2012 года четвертый член Верховного суда Айовы, который участвовал в деле Варнум против Брайена, подал в отставку после энергичной кампании групп, выступающих против однополых браков, и групп, поддерживающих однополые браки и независимость судебной системы. 

## Усыновление и воспитание
Совместное усыновление однополыми парами стало законным с момента постановления Верховного суда Айовы в 2008 году. Закон штата Айова разрешает усыновление отдельным лицам и супружеским парам, независимо от сексуальной ориентации.
12 декабря 2012 года в решении по делу Бунтемейер против  Департамента здравоохранения штата Айова суд штата обязал Департамент здравоохранения штата Айова указать имена двух женщин, состоящих в браке лесбийской пары, в свидетельстве о смерти их мертворожденного сына. В тот же день Верховный суд штата Айова заслушал аргументы в апелляции департамента на решение по делу Гартнер против Ньютона, в соответствии с которым ему было предписано указывать имена двух женщин в качестве родителей в свидетельстве о рождении. 3 мая 2013 года суд единогласно подтвердил решение суда низшей инстанции по делу Гартнер против Ньютона и заявил, что «указание супруга, не участвующего в родах, в свидетельстве о рождении ребенка женатой лесбийской пары, обеспечивает ребенку поддержку со стороны этого родителя, а родитель устанавливает основополагающие правовые нормы на момент рождения».
Лесбийские пары имеют доступ к экстракорпоральному оплодотворению и лечению бесплодия. Закон штата признает негенетическую, негестационную мать законным родителем ребенка, рожденного в результате донорского осеменения, но только если родители состоят в браке.
Хотя в Айове нет определенных законов о суррогатном материнстве, суды обычно благоприятствуют парам, разнополым или однополым, которые используют гестационный или традиционный процесс суррогатного материнства.

## Защита от дискриминации

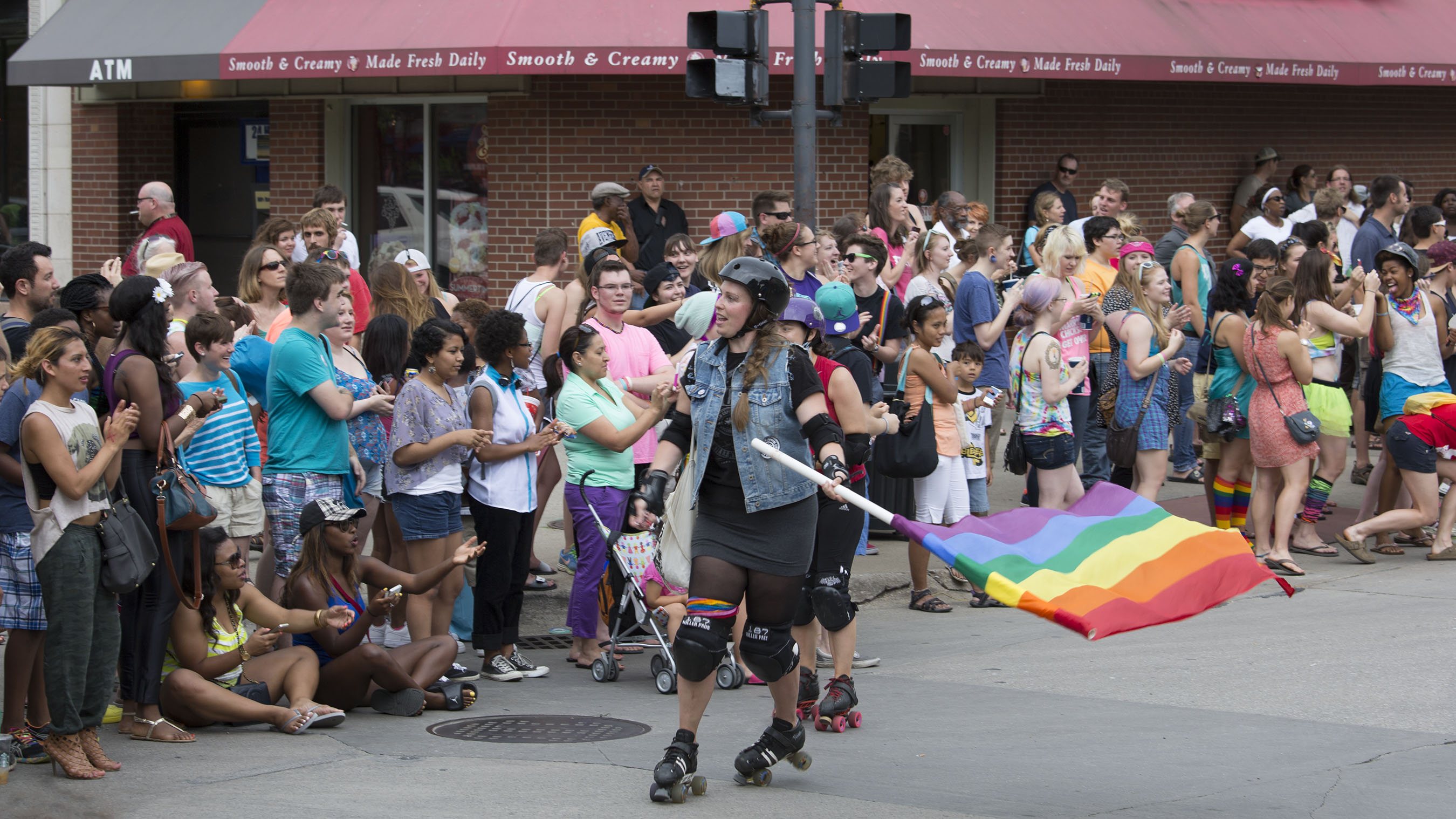
Прайд-парад в Айове, 2014 год

С 2007 года в штате Айова запрещена дискриминация по признаку сексуальной ориентации и гендерной идентичности в сфере занятости, жилья и посещения общественных мест. В крупнейшем городе штата, Де-Мойн, с 1991 года действует закон о недискриминации.

## Закон о преступлениях на почве ненависти
Закон штата Айова о преступлениях на почве ненависти предусматривает ужесточение наказания за преступления, совершенные на основании сексуальной ориентации жертвы, но не гендерной идентичности.

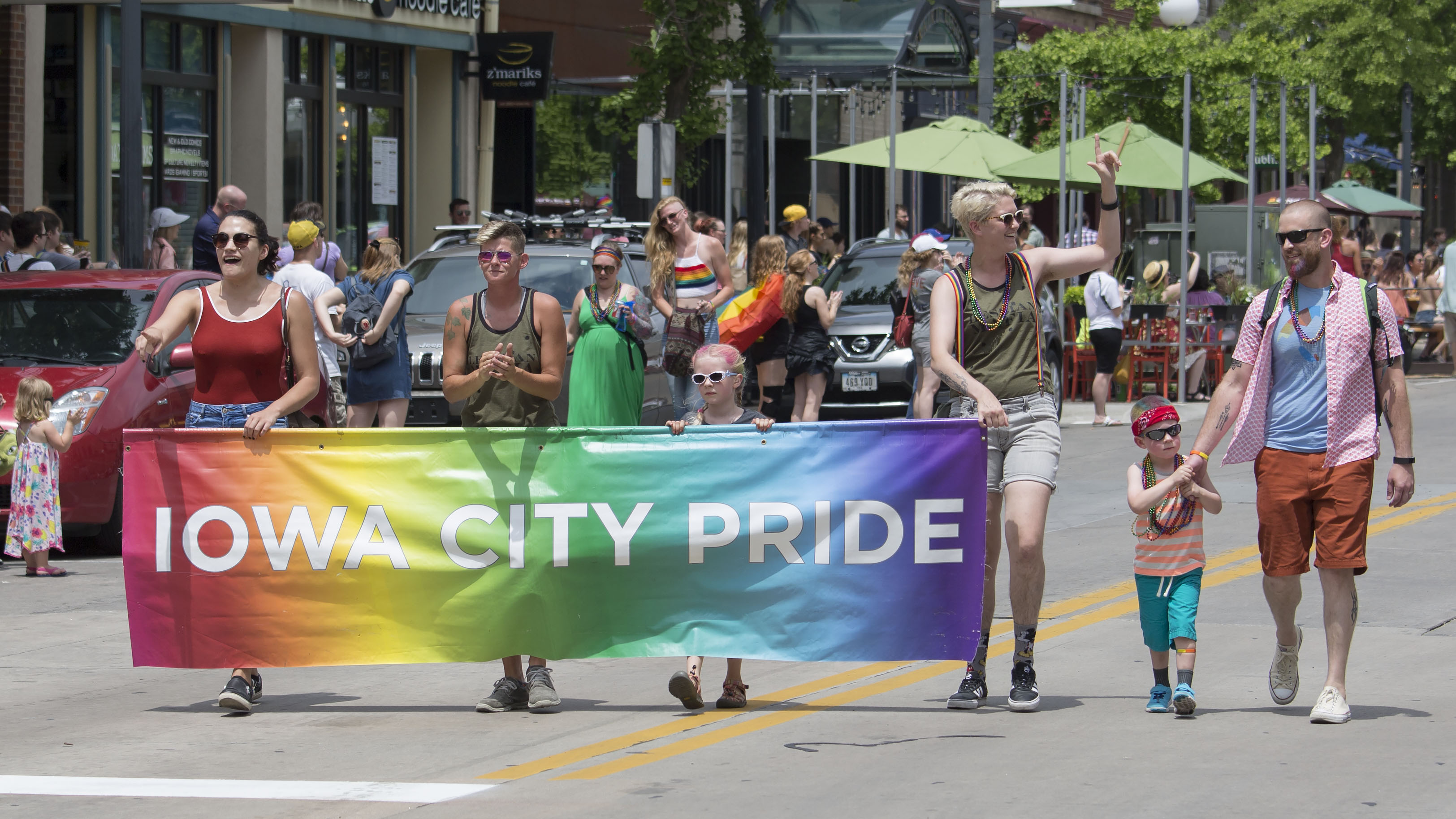
Прайд-парад в Айове, 2017 год

8 марта 2016 года Сенат Айовы 27 голосами «за» против 21 голоса одобрил законопроект, который внесет в закон гендерную идентичность. Однако впоследствии законопроект был принят без голосования в Палате представителей, контролируемой республиканцами.
Хотя закон штата Айова о преступлениях на почве ненависти не распространяется на гендерную идентичность, федеральный закон США охватывает эту категорию с тех пор, как в октябре 2009 года был принят Закон о предотвращении преступлений на почве ненависти Мэтью Шепарда и Джеймса Берда младшего.

## Права трансгендерных людей
Трансгендерные люди в Айове могут изменить свой юридический пол в официальных документах, таких как водительские права, удостоверения личности и свидетельства о рождении, представив в Департамент здравоохранения штата Айова или Департамент транспорта нотариально заверенное заявление от врача и хирурга, в котором указано, что пол заявителя был изменен в результате хирургического вмешательства или другого лечения.
В марте 2019 года Верховный суд Айовы объявил, что операция по смене пола должна оплачиваться программой штата Медикейд. Однако месяц спустя Генеральная ассамблея Айовы в последние часы законодательной сессии быстро приняла законопроект, запрещающий государственное финансирование операций по смене пола, что отменило решение Верховного суда. Несколько дней спустя законопроект был подписан губернатором Ким Рейнольдсом. 

## Конверсионная терапия
17 марта 2015 года Сенат Айовы проголосовал 26 голосами «за» против 24 голосов за запрет на изменение сексуальной ориентации (через конверсионную терапию) несовершеннолетних ЛГБТ. Законопроект, однако, был принят без голосования в Палате представителей штата Айова, контролируемой республиканцами.
8 апреля 2016 года Медицинский совет штата Айова объявил, что рассмотрит предложение о запрете использования конверсионной терапии для несовершеннолетних ЛГБТ. Правление, однако, отклонило петицию членов Молодежного консультативного совета штата Айова, которые требовали административного правила, запрещающего врачам Айовы практиковать конверсионную терапию для несовершеннолетних. Вместо этого правление заявило, что сформирует подкомитет для изучения темы. 12 августа правление отказалось принять меры по запрету.
12 августа 2016 года Совет психологии Айовы отклонил предложение о запрете профессионалам, имеющим государственную лицензию, заниматься конверсионной терапией. Правление единогласно согласилось с тем, что такая практика должна быть запрещена; однако они утверждали, что это ответственность Генеральной Ассамблеи. Правление добавило, что любой человек может подать жалобу, если есть опасения по поводу работы психолога, и любая жалоба на конверсионную терапию, проводимую лицензированным психологом, будет расследована.
В апреле 2020 года Давенпорт стал первым городом в Айове, принявшим постановление, запрещающее конверсионную терапию для несовершеннолетних. Постановление было одобрено 8 голосами «за» против 2 городским советом Давенпорта 22 апреля 2020 года.

## Защита от гей-паники
В марте 2020 года Палата представителей государства единогласно приняла 95 голосами «за» законопроект об отмене защиты от гей-паники. Палата представителей штата Айова уже дважды принимала этот закон, но оба раза сенат штата Айова, контролируемый республиканцами, отказывался принять закон, но все еще находил время для принятия закона о том, что правительственные учреждения и организации, школьные округа и государственные учреждения высшего образования учебным заведениям запрещено преподавать так называемые «вызывающие разногласие концепции» по признаку расы или пола. Этот закон имеет возможность открыть дверь для дальнейшей дискриминации в отношении лиц ЛГБТ, отказавшись от преподавателей и других лиц, которым поручено обучать и преподавать историю угнетения, с которым сталкиваются ЛГБТ-люди, особенно темнокожие и коренные народы, при защите консервативной идеологии и превосходства белых.

## Общественное мнение
Опрос общественного мнения, проведенный Институтом исследований общественной религии в 2017 году, показал, что 59% жителей Айовы поддерживают однополые браки, 33% выступают против, а 7% не уверены.
Тот же опрос показал, что 68% жителей Айовы поддерживают антидискриминационный закон, касающийся сексуальной ориентации и гендерной идентичности, 23% были против. Более того, 55% выступили против разрешения государственным предприятиям отказываться от обслуживания ЛГБТ из-за религиозных убеждений, в то время как 37% поддержали разрешение таких отказов на религиозной основе. 

## Итоговая таблица
| Однополые сексуальные отношения разрешены                           | (с 1978 года)                                                                                                 |
| Равный возраст сексуального согласия (16)                           | (с 1978 года)                                                                                                 |
| Законы о борьбе с дискриминацией, касающиеся сексуальной ориентации | (с 2007 года)                                                                                                 |
| Законы о борьбе с дискриминацией, касающиеся гендерной идентичности | (с 2007 года)                                                                                                 |
| Однополые браки                                                     | (с 2009 года)                                                                                                 |
| Совместное усыновление и усыновление детей однополыми парами        | (с 2008 года)                                                                                                 |
| Лесбиянкам, геям и бисексуалам разрешили открыто служить в армии    | (с 2011 года)                                                                                                 |
| Транссексуалам разрешили открыто служить в армии                    | (с 2021 года)                                                                                                 |
| Интерсекс-людям разрешили открыто служить в армии                   | (Текущая политика Министерства обороны США запрещает «гермафродитам» служить или поступать на военную службу) |
| Право на изменение юридического пола                                | Да |
| Конверсионная терапия запрещена для несовершеннолетних              | / (только в Давенпорте)                                                                                       |
| Отмена защиты от гей-паники                                         | (в ожидании)                                                                                                  |
| Доступ к ЭКО для лесбийских пар                                     | Да |
| Договоренности о суррогатном материнстве для гей-мужских пар        | Да |
| Мужчинам, практикующим секс с мужчинами, разрешили сдавать кровь    | / (с 2020 года; 3-месячный период отсрочки)                                                                   |